# Tambakan (Kubutambahan)
Tambakan is een bestuurslaag in het regentschap Buleleng van de provincie Bali, Indonesië. Tambakan telt 2966 inwoners (volkstelling 2010).